# Cestrum tomentosum
Cestrum tomentosum là loài thực vật có hoa trong họ Cà. Loài này được L.f. mô tả khoa học đầu tiên năm 1782.